# Amphilepididae
De Amphilepididae zijn een familie van slangsterren uit de orde Amphilepidida.

## Geslachten
- Amphicutis Pomory, Carpenter & Winter, 2011
- Amphilepis Ljungman, 1867